# گوملی گوملی، نیو ساوت ولز
گوملی گوملی (به انگلیسی: Gumly Gumly) یک حومه شهر در استرالیا است که در نیو ساوت ولز واقع شده‌است.